# Шаурино (Витебская область)
Шаурино (бел. Шавурына) — деревня в Бешенковичском районе Витебской области Беларуси. Входит в состав Улльского сельсовета.

## География
Деревня находится в центральной части Витебской области, на левом берегу Западной Двины, на расстоянии приблизительно 27 километров (по прямой) к северо-западу от городского посёлка Бешенковичи, административного центра района. Площадь населённого пункта — 0,0166 км².

## История
По состоянию на 1906 год, в деревне насчитывалось 16 дворов и проживало 109 человек (61 мужчина и 48 женщин). В административном отношении входила в состав Августбергского сельского общества Улльской волости Лепельского уезда Витебской губернии.
До 17 июля 1964 года Шаурино входило в состав Сокоровского сельсовета.

## Население
По данным переписи 2019 года, постоянное население в деревне отсутствовало.
| Год  | Население, человек |
| ---- | ------------------ |
| 1906 | 109                |
| 2009 | ↘ 0                |
| 2019 | 0                  |